# 쓰카노메역
쓰카노메역(일본어: 塚目駅)은 일본 미야기현 오사키시에 위치한 동일본 여객철도 리쿠우토 선의 철도역이다. 단선 승강장 1면 1선의 구조를 갖춘 지상역이다.

## 역 주변
- 국도 제347호선

## 역사
- 1960년 5월 1일 : 개업.
- 1987년 4월 1일 : 일본국유철도 분할 민영화에 의해, 동일본 여객철도가 승계.
- 2016년 3월 11일 : 간이형 자동 발권기 설치.

## 인접역
| ■ 리쿠우토 선        | ■ 리쿠우토 선 | ■ 리쿠우토 선               |
| -------------------- | ------------- | --------------------------- |
| 후루카와 고고타 방면 | ■ 리쿠우토 선 | 니시후루카와 방면 신조 방면 |